# Néel I de Saint-Sauveur
Néel I de Saint-Sauveur (apodado el Viejo, c. 911-972) fue un noble normando, señor de Saint-Sauveur, señor de la mitad de La Mancha y vizconde de Cotentin. Hijo de Richard de Saint-Sauveur y primer referente de la familia de Saint-Sauveur d'Aubigny. Su origen vikingo se remonta a la figura de su abuelo, el caudillo Malahulc, uno de los barones de confianza de Hrolf Ganger primer duque de Normandía. Su nombre Néel es una derivación del gaélico Nyal y del hiberno-nórdico Njál posteriormente latinizado como Nigel (Nigellus). A partir del siglo XIII se convirtió en apellido, común en el norte de Cotentin y Pays de Caux. Néel gobernó su territorio como vasallo de Ricardo II de Normandía.
El cronista Guillermo de Jumièges cita el rechazó a un desembarco anglosajón del rey Etelredo II el Indeciso en 1001, cerca de Barfleur. Néel les hizo frente y la invasión fracasó con el exterminio de los invasores en la batalla de Val de Saire. Según Guillermo de Jumièges explica que este desembarco tenía como objetivo capturar la persona del duque normando, pero el historiador François Neveux expresa algunas dudas sobre esta afirmación por la distancia entre Rouen y el campo de batalla. Para él, se trataba simplemente de un saqueo en represalia a las expediciones vikingas a Inglaterra. El duque, en compensación por el saqueo, dio a Néel cien mil marcos de plata y aumentó sus prerrogativas como conde de Cotentin.
Hacia 1013, en compañía de Raúl de Tosny y de su hijo Roger, fue custodio del castillo de Tillières (en el otro extremo del Ducado) por deseo del duque Ricardo II. Eudes II de Blois sitió la nueva fortaleza pero fue rechazado. El duque Ricardo también le confió la guardia del castillo de Homme. 
Bajo le gobierno de Roberto el Magnífico,  Néel recibió la custodia de otro castillo, Charuel en Sacey, en la frontera de Normandía y Bretaña. Alano III de Bretaña estaba en conflicto con el duque. En represalia por un saqueo, el ejército bretón entró en Avranchin, pero Néel, ayudado por Alfredo el Gigante, rechazó una vez más al invasor.
Pierre Bauduin precisa que este hecho de armas es más bien obra de Néel II.

## Herencia
Esposó con Helena de Normandía (m. 1045), y fue padre de varios hijos entre ellos: 
- Néel II de Saint-Sauveur (el Joven);
- Mauger, su segundo hijo a quien el duque de Normandía casó con una de sus hijas que había tenido con una concubina.[7]
- Ivon [Yvron] de Saint-Sauveur. Padre de Néel de Cotentin y abuelo de William Fitz Nigel, ambos barones de Halton, y condestables de Hugo de Avranches.[8]
- Albreda de Saint-Sauveur;
- Eudes (Odo) de Saint-Sauveur (m. 1104).